# Richard Roundtree
Richard Roundtree (New Rochelle (New York), 9 juli 1942 – Los Angeles, 24 oktober 2023) was een Amerikaans acteur die vooral bekend is door zijn hoofdrol in de film Shaft.
Roundtree studeerde aan de Southern Illinois University en werkte als model voordat hij acteur werd. Hij speelde de privédetective John Shaft in de blaxploitation-film Shaft (1971), de twee opvolgers, Shaft's Big Score! (1972) en Shaft in Africa, en een televisieserie over Shaft in 1973-1974. In de remake van Shaft uit 2000 speelde hij de oom van John Shaft, en in de remake uit 2019 speelde hij de vader van Shaft.
Na zijn rol als Shaft kreeg Roundtree geen belangrijke rollen meer, maar na 1990 maakte hij weer een succesvolle comeback. Hij speelde in Se7en (1995), George of the Jungle (1997), Brick (2005) en de televisieseries Desperate Housewives, Grey's Anatomy en Heroes.
Roundtree werd genomineerd voor een Golden Globe in 1972 in de categorie Most Promising Newcomer. Hij kreeg in 1994 een Lifetime Achievement Award (oeuvreprijs) bij de MTV Movie Awards.
Roundtree overleed op 81-jarige leeftijd aan de gevolgen van alvleesklierkanker.

## Wetenswaardigheden
- In Shaft, de remake uit 2000, speelde hij de oom van John Shaft (een rol van Samuel L. Jackson) hoewel hij maar zes jaar ouder dan Jackson is.